# Кинг Лонг
„Кинг Лонг Юнайтед Аутомотив Индъстри“ е китайска компания, производител на автобуси със седалище в град Сямен, провинция Фудзиен, Югоизточен Китай.
Основана е през декември 1988 г. „Кинг Лонг“ разполага с работна сила от над 3500 души, от тях приблизително 1100 инженери и техници от различни специалности.